# 10 złotych wzór 1967 Mikołaj Kopernik
10 złotych wzór 1967 Mikołaj Kopernik – moneta dziesięciozłotowa, wprowadzona do obiegu 1 kwietnia 1967 r. zarządzeniem z 17 marca 1967 r. (M.P. z 1967 r. nr 17, poz. 86), wycofana 1 stycznia 1978 r. zarządzeniem Ministra Finansów z dnia 21 maja 1977 r. (M.P. z 1977 r. nr 14, poz. 79).
Na mocy rozporządzenia z 17 marca 1967 r. moneta miała być bita jedynie z datą 1967. Emisja była jednak kontynuowana w latach następnych, z bieżącym rokiem umieszczanym na monecie.
Monetę bito w latach 1967–1969. Była bita w ramach serii tematycznej Wielcy Polacy.

## Awers
W centralnym punkcie umieszczono godło – orła bez korony, po obu stronach orła rok bicia, dookoła napis „POLSKA RZECZPOSPOLITA LUDOWA”, na dole napis „ZŁ 10 ZŁ”, a pod łapą orła dodano znak mennicy w Warszawie.

## Rewers
Na tej stronie monety znajduje się wizerunek Mikołaja Kopernika i napis „MIKOŁAJ KOPERNIK”, a z prawej strony na dole monogram JG, od pierwszych liter imienia i nazwiska projektanta.

## Nakład
Monetę bito w Mennicy Państwowej w miedzioniklu MN19, na krążku o średnicy 28 mm, wadze 9,5 grama, z rantem ząbkowanym, według projektu Józefa Gosławskiego. Nakłady monety w poszczególnych latach przedstawiały się następująco:
| Rocznik         | Typ rewersu      | Nakład (sztuk) |
| --------------- | ---------------- | -------------- |
| 10 złotych 1967 | Mikołaj Kopernik | 2 128 865      |
| 10 złotych 1968 | Mikołaj Kopernik | 9 389 000      |
| 10 złotych 1969 | Mikołaj Kopernik | 8 612 000      |

## Opis
Dziesięciozłotówka była zmniejszoną wersją monety 10 złotych wzór 1959 Mikołaj Kopernik.
Do wprowadzenia w 1975 roku dziesięciozłotówek o średnicy 25 mm, moneta krążyła w obiegu razem
- ze swoją poprzedniczką (wzór 1959, ɸ31 mm),
- z dziesięciozłotówkami z Tadeuszem Kościuszką (wzór 1959, ɸ31 mm) i (wzór 1969, ɸ28 mm),
- z czterema okolicznościowymi dziesięciozłotówkami (ɸ31 mm) i
- dziewięcioma okolicznościowymi dziesięciozłotówkami (ɸ28 mm)[5].

Po wprowadzeniu w 1975 roku dziesięciozłotówek z Bolesławem Prusem i Adamem Mickiewiczem o średnicy 25 mm, wszystkie te monety krążyły razem w obiegu, aż do 1 stycznia 1978 roku, kiedy to dziesięciozłotówki o średnicach 31 i 28 mm zostały wycofane.

## Wersje próbne
Istnieje wersja tej monety należąca do serii próbnej w niklu (rok 1967) z wypukłym napisem „PRÓBA”, wybita w nakładzie 500 sztuk. Katalogi informują również o istnieniu wersji próbnych technologicznych w miedzioniklu (1967, 1 sztuka), w aluminium (1967, 17 sztuk), w aluminium (1967, bez napisu „PRÓBA”, 10 sztuk), w aluminium (1970, 5 sztuk).
W roku 1973 wybito również próbę niklową dziesięciozłotówki o niezmienionym rysunku, a średnicy zmniejszonej do nowego standardu, tj. 25 mm.